# Hanna Maksimava
Hanna Maksimava (1993) es una deportista bielorrusa que compite en triatlón. Ganó una medalla de oro en el Campeonato Mundial de Acuatlón de 2025 y dos medallas en el Campeonato Europeo de Triatlón de Larga Distancia, bronce en 2017 y plata en 2021.

## Palmarés internacional
| Campeonato Mundial | Campeonato Mundial  | Campeonato Mundial | Campeonato Mundial |
| Año                | Lugar               | Medalla            | Prueba             |
| ------------------ | ------------------- | ------------------ | ------------------ |
| 2025               | Pontevedra (España) | Medalla de oro     | Individual         |

| Campeonato Europeo | Campeonato Europeo    | Campeonato Europeo | Campeonato Europeo |
| Año                | Lugar                 | Medalla            | Prueba             |
| ------------------ | --------------------- | ------------------ | ------------------ |
| 2017               | Almere (Países Bajos) | Medalla de oro     | Individual         |
| 2021               | Roth (Alemania)       | Medalla de plata   | Individual         |